# Шемуд
Шемуд (пол. Szemud, нім. Schönwalde) — село в Польщі, у гміні Шемуд Вейгеровського повіту Поморського воєводства.
Населення — 1849 осіб (2011).
У 1975-1998 роках село належало до Гданського воєводства.

## Демографія
Демографічна структура станом на 31 березня 2011 року:
|          | Загалом | Допрацездатний вік | Працездатний вік | Постпрацездатний вік |
| -------- | ------- | ------------------ | ---------------- | -------------------- |
| Чоловіки | 948     | 280                | 625              | 43                   |
| Жінки    | 901     | 266                | 547              | 88                   |
| Разом    | 1849    | 546                | 1172             | 131                  |